# مهدی مفتاح
مهدی مفتاح (زادهٔ ۱۲۸۸ در تهران - درگذشتهٔ ۲۴ بهمن ۱۳۷۵ در تهران) موسیقی‌دان، رهبر ارکستر، پژوهشگر، رئیس هنرستان عالی موسیقی ملی و نوازندهٔ اهل ایران بود.

## زندگی هنری
مهدی مفتاح در سال ۱۲۸۸ در تهران متولد شد. او پدرش «محمودخان مفتاح‌الملک» را در ۵ سالگی از دست داد و تحت سرپرستی برادران بزرگ خود درآمد. برادر بزرگِ او «علی مفتاح» با نواختن ساز «تار» و «ویلن» آشنایی داشت. به همین سبب وی از کودکی به موسیقی گرایش داشت و با تهیهٔ یک «نی‌لبک» شروع به نواختن کرد. پس از ۲ سال نواختنِ «نی» را آغاز نمود و پس از آن به نواختنِ «قره‌نی» روی آورد. او نوازندگیِ این سازها را به‌صورت خودآموخته و بدون استاد آموخت. در ادامه به نواختن «ویلن» پرداخت و به کلاس‌های «ابوالحسن صبا» راه یافت. او تحصیلات خود را تا پایهٔ دهُم در مدرسهٔ آمریکایی طی نمود.
او علاوه بر موسیقی به شعر و نقاشی نیز علاقه داشت. «نیما یوشیج» پسر عمهٔ وی بود که توسط او به «رسام ارژنگی» معرفی شد و ۱ سال نزد وی نقاشی را فراگرفت. پس از آن به «مدرسهٔ دولتی موسیقی» (هنرستان عالی موسیقی) راه یافت و از آن هنرستان فارغ‌التحصیل شد. او از سال ۱۳۰۶ به بعد به همراه چند هنرمند دیگر صفحه‌هایی را ضبط کرد که مشهورترینِ آن‌ها ۲ صفحهٔ گرامافون است از تک‌نوازی وی به همراه آواز «روح‌انگیز» (در دستگاه سه‌گاه و آواز دشتی) که توسط کمپانی انگلیسی «هیزماسترزویس» ضبط شده‌است.
مفتاح در سال ۱۳۱۹ با اخذ مدرک لیسانس از دانشسرا فارغ‌التحصیل شد و پس از آن به وزارت فرهنگ راه یافت. او از سال ۱۳۲۰ همکاری خود را به عنوان نوازنده با رادیو آغاز کرد و چند سال بعد به عنوان رهبر و سرپرست ارکستر شماره ۱ رادیو ایران منصوب شد. وی از سال ۱۳۲۸ به فراگیری ساز «قانون» روی آورد و برای اولین بار در ایران پیرامون ساز قانون به پژوهش پرداخت و آن را به نسل جدید معرفی کرد. در نتیجه نمونه‌هایی از روی قانون وی در کارگاه سازگری وزارت فرهنگ و هنر آن زمان ساختند و شاگردانی هم توسط وی تربیت شدند که از میان آن‌ها، سیمین آقا رضی و ملیحه سعیدی به شهرت رسیدند. مقاله‌های وی در مورد ساز قانون در مجلهٔ «موزیک ایران» به چاپ رسیده‌است.
وی در سال ۱۳۳۸ به سرپرستی و ریاست هنرستان موسیقی ملی منصوب شد و در سال ۱۳۴۱ از ریاست هنرستان عالی موسیقی ملی کناره‌گیری کرد. او در سال ۱۳۷۰ کتاب «متد قانون و و آهنگ‌هایی برای این ساز» را منتشر نمود.

## فعالیت‌های هنری
از جمله فعالیت‌های هنری مهدی مفتاح به موارد زیر می‌توان اشاره نمود:
سرپرستی مجلهٔ موسیقیِ اداره موسیقی کشور، دبیری دبیرستان‌ها، دانشسرای عالی و هنرستان عالی موسیقی، معاون هنرستان موسیقی ملی، ریاست دفتر ادارهٔ موسیقی کشور و هنرستان عالی موسیقی، نوازندگی و رهبری و سرپرستی ارکستر شماره ۱ رادیو ایران، سرپرست و نوازنده گروه موسیقی سازهای ملی، ناظر و سرپرست آتلیه معماری و نقاشی دانشکده هنرهای زیبای دانشگاه تهران، نوازنده ویلن درگروه موسیقی نوین در رادیو به رهبری علینقی وزیری، اولین مدرس و نویسندهٔ روش جهت معرفی و نواختن ساز قانون

## آثار هنری
از جمله آثار موسیقی مهدی مفتاح به موارد زیر می‌توان اشاره نمود:
- مجموعهٔ تک‌نوازی‌ها، همنوازی‌ها و تصنیف‌ها
- «پرواز»
- «رازدل»
- «به امید دیدار»

## درگذشت
مهدی مفتاح در ۲۴ بهمن سال ۱۳۷۵ در تهران درگذشت و در قطعهٔ هنرمندان بهشت زهرا (قطعهٔ ۸۸ هنرمندان و نویسندگان) به خاک سپرده شد.